# Méricourt-l'Abbé
Méricourt-l'Abbé är en kommun i departementet Somme i regionen Hauts-de-France i norra Frankrike. Kommunen ligger i kantonen Bray-sur-Somme som tillhör arrondissementet Péronne. År 2022 hade Méricourt-l'Abbé 595 invånare.

## Befolkningsutveckling
Antalet invånare i kommunen Méricourt-l'Abbé
| Referens: INSEE |